# 东九州新干线

东九州新干线的大致规划路线

东九州新干线（日语：／ Higashi Kyushu Shinkansen */?）是从福冈县福冈市经由大分县大分市附近、宫崎县宫崎市附近，最终到达鹿儿岛县鹿儿岛市的新干线基本计划路线。

## 概述
根据1973年11月15日的运输省告示第466号，本线被添加到确定开始建设新干线铁道路线基本计划中。
除去从福冈市开始与山阳新干线的共用路段后，预计线路延长约390公里，比既有线日丰本线（小仓站-鹿儿岛站）的总长度467.2公里低近20%。在途中的大分市附近，本线计划连接同属基本计划路线的四国新干线和九州横断新干线。
决定基本计划是在日本战后经济奇迹期间，但由于此后石油危机和日本国铁经营恶化等导致状况发生变化，没有进行施工所需的调查。
由福冈县、大分县、宫崎县、鹿儿岛县、北九州市等4县1市组成的东九州新干线铁路整备促进期成会，与由九州经济联合会等组成的东九州轴推进机构，向国家提出了将本线列为为整备计划线的要求。此外，2012年秋天，九州地方知事会也通过了要求将本线列为整备计划线的特别决议。
2015年6月29日，大分县宣布，将东九州新干线的调查费用（809万日元）纳入2015年度的7月补正预算案。

## 整备事宜讨论

### 需求
据铁路记者梅原淳的推算，“福冈-大分之间的特急列车利用人数达到1.1万人/日。这超过了正在建设北陆新干线的首都圈-富山-石川之间的5000人/日，相当于关西圈-福井-富山-石川之间的14000人/日。另外，从各交通方式来看，现在福冈-大分的铁路使用者仅占7.8% ，随着新干线的开通，预计从其他交通方式换乘的需求也会增加。”。
另一方面，大分县和宫崎县的人口分别排在日本47个都道府县的第33位和第37位。此外，大分站每天的平均乘车人数为16,982人，在九州内排名第4位，而宫崎车站为4,715人，未能进入前30名。有些报道因为这些而对需求表示怀疑。

### 效果
在东九州新干线动工的前景尚未明朗之际，东九州新干线的平行既有线日丰本线正在推进高速化改造，通过路线改良和摆式列车883系和885系的投入，博多站到大分站的时间缩短了20分钟左右，约需2小时。
大分县在2016年1月18日推算了东九州新干线全线开通后，在日丰本线的经由，以时速180公里（与北陆新干线的平均时速相同）行驶时，主要车站之间的所需时间，显示出了缩短的效果。
另外，东九州新干线铁路建设促进期成会也于2016年3月23日公布了在适合新干线运行的路线（长约380公里） ，平均速度与北陆新干线相同（210公里/小时）的情况下，主要车站之间所需时间的调查结果。
|              |              | 既有线      | 大分县估算   | 大分县估算  | 期成会估算  | 期成会估算  |
| 新干线(估计) | 减少时间     | 既有线      | 新干线(估计) | 减少时间    |             |             |
| ------------ | ------------ | ----------- | ------------ | ----------- | ----------- | ----------- |
| 大分         | - 小仓       | 1小时23分钟 | -            | -           | 31分钟      | 52分钟      |
| 大分         | - 博多       | 2小时5分钟  | 1小时        | 1小时5分钟  | 47分钟      | 1小时18分钟 |
| 大分         | - 宫崎       | 3小时9分钟  | 1小时9分钟   | 2小时       | 48分钟      | 2小时21分钟 |
| 大分         | - 鹿儿岛中央 | 5小时18分钟 | 1小时51分钟  | 3小时27分钟 | 1小时17分钟 | 4小时1分钟  |
| 宫崎         | - 小仓       | 4小时32分钟 | 1小时53分钟  | 2小时39分钟 | 1小时19分钟 | 3小时13分钟 |
| 宫崎         | - 博多       | 5小时14分钟 | 2小时9分钟   | 3小时5分钟  | -           | -           |
| 宫崎         | - 鹿儿岛中央 | 2小时9分钟  | -            | -           | 29分钟      | 1小时40分钟 |

## 沿线交通设施
- 北九州市-大分市-鹿儿岛市之间
  - 日丰本线
- 北九州市-大分市-宫崎市之间
  - 东九州自动车道（北九州JCT-清武JCT）
- 宫崎市-鹿儿岛市之间
  - 宫崎自动车道，国道10号，九州自动车道

## 脚注
1. ↑  『数字でみる鉄道2010』、国土交通省鉄道局監修、運輸政策研究機構
2. ↑  県民の声 県に寄せられた主な提言と回答（平成19年度） 鹿児島-宮崎間の新幹線誘致について宮崎県 （页面存档备份，存于）
3. ↑  . 大分合同新聞社. 2012-11-01  [2014-01-11]. （原始内容存档于2014-01-11）.
4. ↑  . 産経新聞. 2015年6月29日  [2015年7月1日]. （原始内容存档于2016年3月4日）.
5. ↑  高速道の次は新幹線！東九州高まる期待 東西格差是正へ 幻の計画動くかMSN産経ニュース、2014年5月19日 （页面存档备份，存于）
6. ↑  宮崎―博多は2時間9分に…東九州新幹線あれば読売新聞、2016年1月21日 （页面存档备份，存于）
7. ↑  年間584万人利用 東九州新幹線大分合同新聞、2016年1月19日 （页面存档备份，存于）
8. ↑  東九州新幹線 利用者の便益、整備費上回る 県が調査 : 地域読売新聞（YOMIURI ONLINE）、2016年3月24日 （页面存档备份，存于）
9. ↑  博多―宮崎１時間35分 東九州新幹線試算 : 地域読売新聞（YOMIURI ONLINE）、2016年3月24日 （页面存档备份，存于）
10. ↑  東九州新幹線：試算、県内整備費は1兆円 他ルートも調査へ 知事「財政負担が重い」　／宮崎 毎日新聞、2016年3月24日[]
11. ↑  東九州新幹線所要時間など試算大分合同新聞、2016年3月24日 （页面存档备份，存于）

## 相关项目
- 九州新干线
- 九州横断新干线
- 四国新干线
- 确定开始建设新干线铁道路线基本计划
- 东九州自动车道